# Sheun Ming Ling
Sheun Ming Ling (Pequim, 1921 - Porto Alegre, 19 de março de 2020) foi um empresário e filantropo sino-brasileiro que migrou para o Brasil, mais especificamente para o Rio Grande do Sul, onde foi um dos introdutores da soja.  

## Biografia
Sheun Ling nasceu em Pequim, capital da China, e veio com sua família de origem modesta para o Brasil na década de 1950, fugindo da revolução comunista. 
Em Santa Rosa, Ling foi fundador da Olvebra (Óleos Vegetais Brasileiros S/A), empresa de processamento de soja, e da Petropar (hoje Évora), empresa de produtos petroquímicos, entre outros. Segundo o ClicRBS, a Évora é uma "holding que controla empresas fornecedoras de bens intermediários para indústria de consumo. Fitesa, Crown Embalagens, América Tampas e Petropar Agroflorestal são as quatro empresas controladas pela holding. O grupo, controlado pela família Ling, é dono do segundo maior fabricante mundial de mantas de polipropileno para descartáveis higiênicos e médico-hospitalares e da segunda maior fábrica de latas de alumínio para bebida do país".  
Sheun também foi filantropo, especialmente através do Instituto Ling.
Foi casado com Lydia Wong Ling (que dá nome ao Centro de Oncologia do Hospital Moinhos de Vento), com a qual teve quatro filhos, entre eles o empresário Winston Ling. 
Faleceu em Porto Alegre, aos noventa e nove anos de idade.